# Wacken Open Air
Wacken Open Air (W:O:A) er den største metalfestival i Europa og har eksisteret siden 1990. Festivalen finder sted i en landsby ved navn Wacken i Slesvig-Holsten, Nordtyskland. I 2007 havde festivalen 60000 gæster og i alt 72000 deltagende inklusive personale og tiltrækker således tilskuere fra hele verden.
Festivalen foregår typisk i begyndelsen af. august og varer tre dage, hvor festivaldeltagerne har mulighed for at slå lejr på store lejrpladser, der ligger placeret rundt om festivalområdet. I løbet af disse tre dage er der koncerter med omkring 60 forskellige musikgrupper på 4 forskellige scener. I 2008 var der 71 bands.
Der spilles ved koncerterne blandt andet power metal, dødsmetal, sortmetal, folkemetal og gothic metal.
Blandt de mere kendte musikgrupper, der har spillet på W:O:A, er Dimmu Borgir, Twisted Sister, Saxon, Warlock, Satyricon (sammen med Nocturno Culto fra Darkthrone), Nightwish, Motörhead, Blind Guardian, Helloween, Gamma Ray.

## Optrædende

### 1990
Wacken Open Air 1990 var den først musikfestival. Den blev afholdt fredag d. 24. august og lørdag d. 25. august.
| Lineup  |                                                   |
| Fredag  | Lørdag                                            |
| Skyline | 5. Avenue Ax'n Sex Motoslug Sacret Season Wizzard |

### 1991
Wacken Open Air 1991 blev afholdt fredag d. 23. august og lørdag d. 24. august.
| Lineup                                                        |                                  |
| Bon Scott (AC/DC Tribute Band) Gypsy Kyss Kilgore Life Artist | Ruby Red Shanghai'd Guts Skyline |

### 1992
Wacken Open Air 1992 blev afholdt fredag d. 21. august og lørdag d.22. august.
| Lineup | |
| 5. Avenue Asmodis Ax'n Sex Bad Sister Bai Bang Blind Guardian De La Cruz Doc Eisenhauer Dr. Hörp Eddie E. Highlander Ides of March Incubator | Jolly Hangman Mama's Boys Morbid Mind Motoslug Pagan Spell Paradise Play'n'Bleed Saitensprünge Saxon Störspatzen of Des STS 8 Mission The Waltons Vivian |

### 1993
Wacken Open Air 1993 blev afholdt fra fredag d.20. august til søndag d.22. august, og hovednavnene var Doro og Fates Warning.
| Main Stage                                                    | |                                                            |
| Fredag                                                        | Lørdag | Søndag                                                     |
| Piracee Railway Gorefest Skew Siskin Riverdogs Doro Bon Scott | Heavenward Restless Blondes Saintcatee Warpath Plan B Jingo de Lunch Trespass Holocaust Fates Warning Highlander | Abi Wallenstein Toy RAX Bad Sister Châlice Vivian Ax'n Sex |

| Party Stage                                                                             | |
| Fredag                                                                                  | Lørdag |
| Fast Lover Blue Velvet Bai Bang Samael Gary Hughes Sahara Ballroom Bones Stoney Rudolph | Torment Grinning Sinner Häwi Mädels Jack's Hammer Noisy Act of Protest Michael Dickes (acoustic) Riverdogs (acoustic) Buddy Lackey Sahara 5. Avenue |

### 1994
Wacken Open Air 1994 blev afholdt fredag d.19. august og lørdag d.20. august, og hovednavnene var Paul Di'Anno's Killers.
| Main Stage                              |                                                                                         |
| Fredag                                  | Lørdag                                                                                  |
| Suiciety Pagandom Skyclad The Tea Party | Saintcatee Chemical Breath Decision D U.K. Subs Gamma Ray Rausch Paul Di'Anno's Killers |

| Party Stage | |
| Fredag | Lørdag |
| Moray Many Acts of Maniacs Deceased Stoney Rudolph & The Happy McCardies Hannes Bauer & Orchestra The Waltons Tears for Beers | Roan Riff Raff Easy Livin' (Uriah Heep feat. Markus Grosskopf) Torment Ace Öf Spades Ken Tamplin Prollhead Atrocity Dixie Gunworks |

### 1995
Wacken Open Air 1995 blev afholdt fredag d.19 May og lørdag d.20 May, og hovednavnene var D:A:D og Tiamat.
| Lineup | | |
| 5. Avenue Amentia Angra Bad Sister Châlice Creep D:A:D Dark at Dawn Das Auge Gottes Depressive Age Dixie Gunworks | Ghosts of Dawn Graue Zellen Hate Squad Laberinto More About Dogs Morgoth Paragon Phantoms of Future Pothead Power of Expression Pretty Maids | Prime Rape Revelation Schweisser Solitude Aeturnus Temple of the Absurd Tiamat Trauma Trieb Vanden Plas Vocation |

### 1996
Wacken Open Air 1996 blev afholdt fredag d. 9. august og lørdag d. 10. august, og hovednavnene var Böhse Onkelz.
| Double Main Stage                                                              |                                                                               | | |
| fredag                                                                         | fredag                                                                        | Lørdag                                                                                              | Lørdag |
| Grind Machine Big Nothing Desert Storm Bad Sister Dice Grave Digger Pyogenesis | Gorefest The Gathering The Exploited Crematory Kreator Tom Angelripper Asylum | Gorn Ricochet Whils Sieges Even Dritte Wahl Temple of the Absurd Manos Secret Discovery Vicki Vomit | Atrocity Randalica Schweisser Oomph! Kingdom Come Dimple Minds Böhse Onkelz Tom Angelripper Ramones Mania |

### 1997
Wacken Open Air 1997 blev afholdt fredag d.8. august og lørdag d.9. august, og hovednavnene var Motörhead.
| Double Main Stage                                                               |                                                                                 |                                                                         | |
| fredag                                                                          | fredag                                                                          | Lørdag                                                                  | Lørdag |
| Aion Undish Lake of Tears Dissection Virgin Steele Dimmu Borgir Saviour Machine | Sodom Theatre of Tragedy Samael Therion Rage & Lingua Mortis Orchestra Love Gun | Scanner Hassmütz Zed Yago Raven Tank Sinner U.D.O. Iron Savior Overkill | Bir. Control HammerFall Waltari Grave Digger Amorphis Motörhead Rock Bitch Subway tilSally Tom Angelripper |

| W.E.T. Stage                                                                                | |
| Fredag                                                                                      | Lørdag |
| Don Bosco Steiger Paunch Sceptic Acceptance Mummlox In Flames Dismember Late September Dogs | Entrust Gainsay Headcase Fox Force Five The Automanic Totenmond Torment Umbra et Imago Grinning Sinner Soilent Green |

### 1998
Wacken Open Air 1998 blev afholdt fredag d.7. august og lørdag d.8. august. Hovednavnene var Savatage, JBO, Blind Guardian og Doro.
| Double Main Stage                                                                          |                                                                             | | |
| fredag                                                                                     | fredag                                                                      | Lørdag | Lørdag |
| Metal Worx Angel Dust Unrest Fair Warning Arch Enemy Iron Savior Sweet Savage Stratovarius | Blitzkrieg Cradle of Filth Anvil Doro Warrior JBO Goddess Of Desire Haggard | Sweet Noise Lacuna Coil Hollow Rough Silk Stahlhammer Holy Mother Primordial Sentenced Sacred Steel Bonfire Pegazus Gamma Ray | Voivod (aflyst) Virgin Steele Primal Fear Iced Earth Exciter Blind Guardian Riot Savatage Atrocity (aflyst) Tom Angelripper In Extremo |

| W.E.T./Black Stages                                                                                | | | |
| Fredag                                                                                             | Fredag                                                                                                  | Lørdag | Lørdag |
| Third Teeth Incubator Telltalehard Custard God Dethroned Soulburn Stigmata IV Dew-Scented Darkseed | Krabathor Manos Children of Bodom Am I Blood Benediction Tankard Crematory Skyclad Temple of the Absurd | Murder One Lost Resistance Night in Gales Silent Scream Suidakra Borknagar Postmortem Old Man's Child Crack Up Raise Hell Disbelief Sadist | Heavenwood Agathodaimon Skyclad Hades Almighty Dritte Wahl Gorgoroth Vader Covenant Hypocrisy Grober Spass |

### 1999
Wacken Open Air 1999 blev afholdt fra torsdag d. 5. august til lørdag d. 7. august.
| Double Main Stage                   | | |
| Torsdag                             | Fredag | Lørdag |
| Dea. SS Fates Warning Spock's Beard | Edguy Witchery Leatherwolf Blind Passengers Dokken Crematory U.D.O. Destruction HammerFall Mayhem Rage Mercyful Fate Saxon In Extremo Tygers of Pan Tang | Dr. Death Marshall Law Amon Amarth Wardog Tristania Metalium In Flames The Bullheadz The Gathering Primal Fear Subway tilSally Axel Rudi Pell Six Feet Under Pretty Maids Cannibal Corpse Metal Church Atrocity Dee Snider (aflyst) D:A:D (substitute for Dee Snider) Dimmu Borgir Therion & Orchestra Onkel Tom |

| History Stage | Party Stage | Party Stage |
| fredag | fredag | Lørdag |
| In Aeternum Graveworm House of Spirits Eisregen Sinister Temple of the Absurd Pariah Freedom Call Warhammer Die Apokalyptischen Reiter Enslaved The Waltons Vicki Vomit | Powergod Totenmond Richthofen Roland Grapow & Band Sinner Girlschool Napalm Death Eläkeläiset Reverend Jürgen & Igor | The Crown Memory Garden Threshold Dark Tranquillity Marduk Angra Axxis Jaguar Nevermore Warrant Umbra et Imago |

| W.E.T. Stage     | | |
| Torsdag          | Fredag | Lørdag |
| Tankwart Skyclad | Paragon Bewitched The Sygnet Brainstorm Mystic Circle Killers (fransk metal band) Immortal God Dethroned Jag Panzer | Mindfeed Paradox Lefay Labyrinth Steel Prophet Agent Steel Destiny's End Razor Torment Solitude Aeturnus Whiplash |

### 2000
Wacken Open Air 2000 blev afholdt fra torsdag d. 3. august til lørdag d. 5. august.
| Double Main Stage                          | | |
| Torsdag                                    | Fredag | Lørdag |
| Krokus Molly Hatchet The Company of Snakes | Vader Samson Dark Funeral Royal Hunt Umbra et Imago Angel Witch Dee Snider Marduk Rhapsody Immortal Stratovarius Overkill Iced Earth Hypocrisy Gamma Ray Six Feet Under | Dark Age Freedom Call Immolation (aflyst) Agro Labyrinth Ancient Blaze Sentenced Lizzy Borden Entombed Nightwish Morbid Angel Doro Rose Tattoo Thin Lizzy Venom Zakk Wylde Chantal Chevalier Onkel Tom |

| Party Stage                                                                  | |
| Fredag                                                                       | Lørdag                                                                                                   |
| Dark at Dawn Gaskin October 31 Desperados Pink Cream 69 Artillery Liege Lord | SHARD Late Nite Romeo Agathodaimon Pain Solstice Demon Spiritual Beggars Heir Apparent Raise Hell Engine |

| W.E.T. Stage                                                            | |
| Fredag                                                                  | Lørdag |
| Deranged Savage Lock Up Grim Reaper Praying Mantis Black Sweden Breaker | Mob Rules Nightmare Steel Attack Squealer Vanishing Point Hades Jacobs Dream Skew Siskin Knorkator Twisted Tower Dire |

### 2001
Wacken Open Air 2001 blev afholdt fra torsdag d.2. august til lørdag d.4. august.
| Double Main Stage                          | | |
| Torsdag                                    | Fredag | Lørdag |
| Knight Errant Finntroll Crematory W.A.S.P. | Deceased Stygma IV Carnal Forge Lacuna Coil Holy Moses Napalm Death Exciter Primal Fear Paul Di'Anno Nevermore Overkill Therion (wi. choir) Helloween Saxon Dimmu Borgir | Warhammer Cryptopsy Brainstorm Dark Tranquillity Metalium Culprit Annihilator Rage Subway tilSally Grave Digger In Flames Nightwish HammerFall Motörhead Sodom |

| Party Stage | |
| Fredag | Lørdag |
| Nostradameus Nightfall Soilwork Blackshine Cage Kamelot Nasum Exhumed Sonata Arctica Mortician Desaster The Haunted Exumer Rawhead Rexx | Trail of Tears Deströyer 666 Vintersorg Krisiun Soul Doctor Tad Morose Artch Tankard Jag Panzer Naglfar Opeth Dea. SS Die Apokalyptischen Reiter Mägo de Oz |

| W.E.T. Stage | |
| Fredag | Lørdag                                                                                              |
| Bionix Crystal Shark 16 Hell Ventiler Smoke Blow Sacraphyx Circle of Grief Wizard (aflyst) Behemoth Silent Force | Kju The Traceelords Chinchilla The Centre of Gravity Paragon Lost Horizon Arch Enemy Night in Gales |

### 2002
Wacken Open Air 2002 blev afholdt fra torsdag d.1. august til lørdag d.3. august.
| Double Main Stage                             | | |
| Torsdag                                       | Fredag | Lørdag |
| Messiah Kiss Kotipelto Blaze Doro Rose Tattoo | Stormwarrior Vomitory Domine Necrophobic Iron Savior Debris Inc. Angra Dying Fetus Pretty Maids Borknagar Savatage Destruction Bruce Dickinson Children of Bodom JBO In Extremo Warlord | Stormwitch Criminal Wizard Amon Amarth Vicious Rumors Macabre Nuclear Assault Immortal Exodus Hypocrisy Edguy Cannibal Corpse Blind Guardian Kreator U.D.O. Onkel Tom |

| Party Stage | |
| Fredag | Lørdag |
| Avalanch Dornenreich Wolf Rebellion Metalucifer Nocturnal Rites Lock Up Dimple Minds Megaherz Dragonlord Pungent Stench Torfrock My Dying Bride Candlemass Red Aim | Rottweiler Evergrey Mezarkabul Thunderstone Angel Dust Shakra Falconer Vanden Plas Sinergy Sabbat Heathen Unleashed Blitzkrieg Green Carnation Haggard |

| W.E.T. Stage                                                                                                | |
| Fredag | Lørdag |
| Antagonist Justice Withering Surface Fleshcrawl Alabama Thunderpussy Heavenly Mob Rules Primordial Eisregen | Victims of Madness Centre of Gravity Kalmah Hollenthon Vision Divine Dream Evil Suidakra Mörk Gryning Nightmare |

### 2003
Wacken Open Air 2003 blev afholdt fra torsdag d. 31. juli til lørdag d. 2. august.
| Double Main Stage                                                       | | |
| Torsdag                                                                 | Fredag | Lørdag |
| Circle II Circle Annihilator Victory Saxon (Surprise show) Running Wild | Dew-Scented Extreme Noise Terror The Crown Diamond Head Dismember Freedom Call Sentenced Primal Fear Testament Gamma Ray In Flames Twisted Sister Subway tilSally | Sinister Thyrfing Malevolent Creation Metalium Carpathian Forest Masterplan Soilwork Rage Dark Funeral Stratovarius Nile Slayer Vader Onkel Tom |

| Party Stage                                                                             |                                                                                 |
| Fredag                                                                                  | Lørdag                                                                          |
| The Quill Seven. One Dark Age Lotto King Karl Die Apokalyptischen Reiter Assassin Lordi | Raunchy Twisted Tower Dire Evidence One Eidolon Kataklysm Sinner Sonata Arctica |

| W.E.T. Stage                                                                 | |
| Fredag                                                                       | Lørdag |
| Obscenity V8 Wankers Psychopunch Oratory Raise Hell Symphorce Rotting Christ | Human Fortress Graveworm Callenish Circle Cryptic Wintermoon Bai Bang Ancient Rites Heaven Shall Burn Darkane Breed 77 |

### 2004
Wacken Open Air 2004 blev afholdt fra torsdag d. 5. august til lørdag d. 7. august.
| Double Main Stage                      | | |
| Torsdag                                | Fredag | Lørdag |
| Zodiac Mindwarp Motörhead Böhse Onkelz | Orphanage Paragon Cathedral Weinhold Arch Enemy Brainstorm Mayhem Grave Digger Feinstein / The Rods Dio Destruction Doro (wi. The Metal Classic Night Orchestra) Warlock Amon Amarth | Bal-Sagoth Dea. Angel Unleashed Anthrax Cannibal Corpse Nevermore Hypocrisy Helloween Children of Bodom Saxon Satyricon & Nocturno Culto JBO |

| Party Stage                                                   |                                                                          |
| Fredag                                                        | Lørdag                                                                   |
| Mnemic Raunchy Dionysus Satan Kotipelto Eläkeläiset Quireboys | Mystic Prophecy Ektomorf After Forever Thunderstone Knorkator Schandmaul |

| W.E.T. Stage                                                                                                   |                                                                                      |
| Fredag | Lørdag                                                                               |
| Methedras Vanguard Artefact Engine of Pain Gutbucket Astral Doors Hobbs' Angel of Death Misery Index Sufferage | Dr. Rock Everfest Thora Voodoma Supersoma Reckless Tide Gun Barrel Disbelief Griffin |

### 2005
Wacken Open Air 2005 blev afholdt fra onsdag d.3. august til lørdag d.6. august.
| Double Main Stage                     | | |
| Torsdag                               | Fredag | Lørdag |
| Tristania Candlemass Oomph! Nightwish | Naglfar Morgana Lefay Illdisposed Sonata Arctica Bloodbath Metal Church Obituary Edguy Within Temptation Machine Head Apocalyptica Corvus Corax Samael | Zyklon DragonForce Suffocation Overkill Dissection Axel Rudi Pell Marduk HammerFall Kreator Accept Sentenced Stratovarius (surprise act) Sputniks Onkel Tom |

| Party Stage                                                                     |                                                                                      |
| Fredag                                                                          | Lørdag                                                                               |
| Mercenary Marky Ramone Ensiferum Hanoi Rocks (aflyst) Eisregen Gorefest Turisas | Mob Rules Count Raven Holy Moses Finntroll Equilibrium Torfrock emKay (Surprise act) |

| W.E.T. Stage        | | |
| Torsdag             | Fredag | Lørdag |
| Doomfoxx Hatesphere | Victims of Madness Snake Eye Gorilla Monsoon Sinners Bleed Hatedrive Vanguard Saeko Suidakra Reckless Tide Mucc Cataract Metalium Potentia Animi Teräsbetoni Contradiction | Stigma Unleash the Fury Manifest Agonizer Tuatha de Danann Machine Men Hard Time Panic Cell Noise Forest Regicide Endhammer Primordial Endstille Goddess of Desire |

| Jim Beam Stage |                  |          |
| Torsdag        | Fredag           | Lørdag   |
| Mambo Kurt     | Doomfoxx Los Los | Doomfoxx |

### 2006
Wacken Open Air 2006 blev afholdt fra onsdag d.2. august til lørdag d.5. august.
| Double Main Stage                                                                                   | | |
| Torsdag                                                                                             | Fredag | Lørdag |
| Faster Inferno (feat. Tyson Schenker) Victory Michael Schenker Group Scorpions (wi. special guests) | Mystic Circle Wintersun Legion of the Damned Danko Jones Six Feet Under Nevermore Opeth In Extremo Carnivore Children of Bodom Celtic Frost Ministry Amon Amarth | Aborted Caliban Arch Enemy Fear Factory Morbid Angel Gamma Ray Soulfly Whitesnake Emperor Motörhead Finntroll Subway tilSally |

| Party Stage                                                                                   |                                                                                      |
| Fredag                                                                                        | Lørdag                                                                               |
| End of Green Born From Pain Ektomorf Soilwork Vaxination Korpiklaani D'espairsRay Primal Fear | Metal Church Bloodthorn Orphaned Land Atheist Die Apokalyptischen Reiter Rose Tattoo |

| W.E.T. Stage |                                                                         | | |
| Onsdag       | Torsdag                                                                 | Fredag | Lørdag |
| Mambo Kurt   | Gutlock Malefactor Transilvanian Beat Club Mortal Sin C.O.R. Mambo Kurt | Monster Joe Würm Cadaveric Crematorium Kottak Nikki Puppet Gorilla Monsoon Fleshgore Vreid Krypteria Dezperadoz Hellfueled Metal Inquisitor Battlelore | Morbus Gravis Drone InfiNight The Dogma Suidakra Tourettes We Lake of Tears Krieger Obscenity Delirious Forever Slave |

### 2007
Wacken Open Air 2007 blev afholdt fra onsdag d.1. august til lørdag d.4. august. Hovednavnene var Blind Guardian, Saxon, Iced Earth, Immortal.
| Double Main Stage                               | | |
| Torsdag                                         | Fredag | Lørdag |
| Blitzkrieg Rose Tattoo Sodom (wi. guests) Saxon | Suidakra Amorphis Napalm Death Therion Possessed Grave Digger Turbonegro JBO Lacuna Coil Blind Guardian Dimmu Borgir Iced Earth Die Apokalyptischen Reiter | Sonic Syndicate Sacred Reich Moonspell Stratovarius Dir en grey Rage (wi. Lingua Mortis Orchestra) Destruction (wi. guests) Type O Negative Immortal In Flames Cannibal Corpse Subway tilSally |

| Party Stage                                                                 |                                                                              |                                                                                                  |
| Torsdag                                                                     | Fredag                                                                       | Lørdag                                                                                           |
| The Sorrow Narziss Neaera Animal Alpha All That Remains Hatesphere Overkill | The Black Dahlia Murder Communic Volbeat Falconer Enslaved Schandmaul Samael | Disillusion Heaven Shall Burn Dimension Zero Norther Stormwarrior (featuring Kai Hansen) Haggard |

| W.E.T. Stage |                                                                                          | | |
| Onsdag       | Torsdag                                                                                  | Fredag | Lørdag |
| Mambo Kurt   | Krossbreed Wargasm Roots of Death Gutbucket Týr Letzte Instanz Electric Eel Shock Maroon | Red Ink Corruption Ecliptica Crystal Blaze Torture Squad Mennen Drone Pharao Sabbat Chthonic Black Majesty The Answer Belphegor Sahg Fastway Kampfar | Sheephead Fracture Abstract Rapture Mythlorian Fair tilMidland Secrets of the Moon The Vision Bleak Swallow the Sun Turisas Benedictum Moonsorrow Municipal Waste Unheilig 1349 Vital Remains |

### 2008
Wacken Open Air 2008 blev afholdt fra onsdag d.30 juli til lørdag d.2. august. Hovednavnene var Iron Maiden, Children of Bodom, Avantasia og Nightwish.
Exodus' set blev filmet til live DVD Shovel Headed Tour Machine: Live At Wacken & Other Assorted Atrocities fra 2010.
| Double Main Stage                                                | | |
| Torsdag                                                          | Fredag | Lørdag |
| Girlschool Lauren Harris Airbourne Avenged Sevenfold Iron Maiden | Grave Mortal Sin Job for a Cowboy Unearth Ensiferum Kamelot Soilwork Sonata Arctica Opeth Children of Bodom Corvus Corax Avantasia Gaahl and King ov Hell (as Gorgoroth) | 3 Inches of Blood Sweet Savage Holy Moses Exodus Hatebreed As I Lay Dying Carcass Killswitch Engage At the Gates Nightwish Kreator Lordi |

| Party Stage                                           |                                                                    |                                                           |
| Torsdag                                               | Fredag                                                             | Lørdag                                                    |
| Mustasch Nashville Pussy Sturm und Drang Leaves' Eyes | Primordial Cynic Headhunter Sabaton Massacre The Haunted Crematory | Machine Men Mercenary Obituary Krypteria girugämesh Axxis |

| W.E.T. Stage                             |                                         | | |
| Onsdag                                   | Torsdag                                 | Fredag | Lørdag |
| Threat Metakilla Sweet Savage Mambo Kurt | Concept Insomnia Negură Bunget Alestorm | The Fading The Rotted Destructor Autumn Stam1na Psychopunch Nifelheim van Canto Saltatio Mortis Excrementory Grindfuckers | Ripsaw Evocation Before the Dawn Enemy of the Sun Powerwolf Warbringer Torture Squad Dream of an Opium Eater Watain Lord Belial The Bones |

### 2009
Wacken Open Air 2009 blev afholdt fra onsdag d.29 juli til lørdag d.1. august og markederede festivallens 20. år.
Det var oprindeligt planlagt at Kampfar skulle optrædte på Party Stage lørdag, men det blev nødt til at aflyse koncerten som følge personlige. Onkel Tom spillede i stedet.
| Double Main Stage                                   | | |
| Torsdag                                             | Fredag | Lørdag |
| Skyline Schandmaul Der W Running Wild Heaven & Hell | Vreid UFO Endstille Gamma Ray Walls of Jericho Nevermore Airbourne HammerFall Bullet for my Valentine Motörhead In Flames Doro Amon Amarth | Einherjer Rage Cathedral Testament Heaven Shall Burn Axel Rudi Pell In Extremo Volbeat Machine Head Saxon GWAR Subway tilSally |

| Party Stage                    |                                                                            |                                                        |
| Torsdag                        | Fredag                                                                     | Lørdag                                                 |
| D-A-D JBO BossHoss Lacuna Coil | Napalm Death Retrospect Tristania DragonForce Coheed and Cambria Epica ASP | Suidakra Onkel Tom Borknagar Pain Enslaved Korpiklaani |

| W.E.T. Stage                                               |                                                                 | | |
| Onsdag                                                     | Torsdag                                                         | Fredag | Lørdag |
| Victims of Madness Bai Bang Bon Scott Onkel Tom Mambo Kurt | X-Plod Furion 5. Avenue The Waltons Drone Bloodwork Grand Magus | Leave Scars Reason tilKill Ade Insidead Scarred Kielwater Irr Beneath Silence Means Death Callejón Bring Me the Horizon Whiplash Nervecell Insidious Disease Eths Sarke Pentagram (Chile) | None Cadaver Race A Fine Day tilExit Crisix (Crysys) T.A.N.K (Think of A New Kind) Trinitys Blood Ferium Split Heaven The Fading Trouble U.K. Subs Engel Turisas Tracedawn Torment |

| Medieval Stage |                            |                     |                                        |
| Onsdag         | Torsdag                    | Fredag              | Lørdag                                 |
| Fejd Ragnaröek | Reincarnatus Cumulo Nimbus | Swashbuckle Ingrimm | Adorned Brood Rabenschrey Feuerschwanz |

### 2010
Wacken Open Air 2010 blev afholdt fra onsdag d.4. august til lørdag d.7. august. Hovednavnene var Iron Maiden, Alice Cooper, Mötley Crüe og Slayer.
Adskillige bands spilledes særlige sets på festivalen. Corvus Corax spilled et show "Wacken Burns" til at lukke scenen fredag.
| Double Main Stage                                                 | | |
| Torsdag                                                           | Fredag | Lørdag |
| Skyline (wi. special guests) Alice Cooper Mötley Crüe Iron Maiden | Dew-Scented Amorphis Orphaned Land Ill Niño Die Apokalyptischen Reiter BossHoss Endstille Kamelot Arch Enemy Grave Digger Slayer Anvil Corvus Corax | Ektomorf Caliban Unleashed Overkill Lock Up W.A.S.P. Immortal Edguy Cannibal Corpse Soulfly Fear Factory U.D.O. |

| Party Stage                                                                   |                                                          |
| Fredag                                                                        | Lørdag                                                   |
| Suicidal Angels Job for a Cowboy Frei.Wild Voivod Tarja Turunen 1349 Atrocity | Smoke Blow Kampfar Delain Stratovarius Candlemass Tiamat |

| W.E.T. Stage | | | |
| Onsdag | Torsdag | Fredag | Lørdag |
| Victims of Madness Void Creation† No Dawn† Snakebite† Raging Mob† Dymytry† By the Patient† Forever Storm† Battle Beast†‡ Frontal† Vice† Total Riot† Wistaria† Missing in Action† Penthagon† Soul Stealer† Mambo Kurt | Orcus O Dis† Seven Ends† Demolished† The Sixpounder† Prayers of Sanity† Altar† Vita Imana† Katana† Hathors† Cangaço† Black Out Beauty† Ghost Brigade MacBeth Crisix (Crysys) Gojira | Brutus Dead Means Nothing Skanners Astral Doors Hackneyed Mad Max The Other Eternal Legacy Evile Lizzy Borden Broilers Holy Grail Secrets of the Moon Ihsahn Imperium Dekadenz Raven | Nightmare The New Black Degradead Crucified Barbara End of Green Die Kassierer Metsatöll Varg Debauchery Solstafir Lake of Tears Rotting Christ Despised Icon Killing Machine The Devil's Blood |
| † - Metal Battle 2010 finalister ‡ - Metal Battle 2010 vinder | | | |

| Wackinger Stage                                        |                                             |                                              |                            |
| Onsdag                                                 | Torsdag                                     | Fredag                                       | Lørdag                     |
| Lord of the Lost Fiddler's Green Red Hot Chilli Pipers | Svartsot Sevron Vaxination Torfrock Hanggai | Letzte Instanz Schelmish DJ Cool Equilibrium | The Keltics Týr Orden Ogan |

| Red Bull Bus | Red Bull Bus                     | Bullhead City Tent | Bullhead City Tent    | Bullhead City Tent    |
| Onsdag       | Torsdag                          | Torsdag            | Fredag                | Lørdag                |
| 9mm          | Apocalyptica (overraskelsesshow) | Spit Like This     | The Circus of Horrors | The Circus of Horrors |

### 2011
Wacken Open Air 2011 blev afholdt fra torsdag d.4. august til lørdag d.6. august. Hovednavnene var Blind Guardian, Judas Priest, Ozzy Osbourne, Motörhead, Airbourne og Sepultura.
| Double Main Stage                                                                    | | |
| Torsdag                                                                              | Fredag | Lørdag |
| Skyline (plus guests) Bülent Ceylan Frei.Wild Helloween Blind Guardian Ozzy Osbourne | Ensiferum Suicidal Tendencies Morbid Angel Sodom As I Lay Dying Trivium Heaven Shall Burn Judas Priest Triptykon Airbourne Apocalyptica | Moonsorrow Crashdïet Kataklysm Dir en Grey Mayhem Iced Earth Sepultura Avantasia Kreator Motörhead Children of Bodom Subway tilSally |

| Party Stage                                                                 |                                                                         |
| Fredag                                                                      | Lørdag                                                                  |
| Primal Fear Van Canto Rhapsody of Fire Morgoth Kyuss Lives! Saltatio Mortis | Visions of Atlantis The Haunted Knorkator Vreid Danko Jones Eläkeläiset |

| W.E.T. Stage | | | |
| Onsdag | Torsdag | Fredag | Lørdag |
| Mother of God† Leash Eye† Dust Bolt† Hammercult†‡ Virginia Clemm† Dea. Clocks† Mortal Strike† Aphyxion† Noein† Atrum† Voltax† Paralytic† Eccentric Pendulum† Nekrost† Powerstroke† Mambo Kurt | Tanker† Sacramental† Seven Stitches† Achren† Exquisite Pus† Golem† Rude Revelation† X-Tinxion† Coldwar† Bucovina† Aeon Throne† Omnicide† Battle Beast Pneuma | Pharao Volcano Pussy Sister Skálmöld The Prophecy 23 Khold Negator Deadlock Blowsight Suidakra Sirenia Tsujder Accuser Skindred Slime Shraphead | The Murder of My Sweet Triosphere Hellsaw Torture Squad Stormzone Hämatom Shining Skeletonwitch In Solitude Warrant Blowsight Hail of Bullets Tokyo Blade Venomin James Ghost Tauthr |
| † - Metal Battle 2011 finalister ‡ - Metal Battle 2011 vinder | | | |

### 2012
Wacken Open Air 2012 blev afholdt fra torsdag d.2. august til lørdag d.4. august.
| Double Main Stage                                                           | | |
| Torsdag                                                                     | Fredag | Lørdag |
| Skyline† Jim Breuer Sepultura & Les Tambours du Bronx U.D.O.† Saxon Volbeat | Endstille Sacred Reich Sanctuary Kamelot Overkill The BossHoss Opeth HammerFall Dimmu Borgir & Orchestra In Flames In Extremo D-A-D | Delain Gamma Ray Napalm Death Axel Rudi Pell Six Feet Under Testament Cradle of Filth Amon Amarth Scorpions Machine Head Ministry Edguy (surprise act) |
| † - Wi. guests                                                              | | |

| Party Stage                                            | |
| Fredag                                                 | Lørdag |
| Betontod Oomph! Broilers Coroner Leaves' Eyes Athonite | Suffocated Arkiveret 23. juli 2012 hos Wayback Machine Paradise Lost Sick Of It All Dark Funeral Schandmaul Watain |

| Bullhead City Circus | | | |
| Onsdag | Torsdag | Fredag | Lørdag |
| Inquisitor† Victims of Madness Rust2Dust† Fateful Finality† RavenBlood† Gothic† Midnight Priest† Electric Hellride† Lord Shades† Ease of Disgust† Cold Snap† Gone Postal† Helmut† Devil's Note† MindthreaT† Shredhead† Hamferð†‡ Rain Shatter† Zygnema† Epsilon† Opifex† Frantic Amber† Disquiet† Corpse Garden† Warpath† Mambo Kurt | Russkaja Faanefjell† Dead by April Exuviated† Wölli & Die Band Des Jahres Hone Your Sense† Kellermensch The Falling Arkiveret 23. november 2012 hos Wayback Machine† Winterstorm Amaranthe Hammercult Keule Chthonic Channel Zero Unearth Circle II Circle Mono Inc. | FDJ Yaksa Arkiveret 30. juli 2012 hos Wayback Machine Warbringer Liquid Meat Crimes of Passion Darkest Hour The Black Dahlia Murder Graveyard Decapitated Red Fang D.R.I. We Butter the Bread wi. Butter Jim Breuer Gehenna Aura Noir Kobra and the Lotus Insomnium Ghost Brigade | Agro Eschenbach Manticora Manimals Massacre WETO Kylesa Megaherz Moonspell (akustisk show) Sylosis Nasum Djerv Warrior Soul Suicide Silence Dio Disciples Riotgod Winterfylleth Leningrad Cowboys |
| † - Metal Battle 2012 finalister ‡ - Metal Battle 2012 vinder | | | |

| Wackinger Stage                         |                                                        |                                          |                                                            |
| Onsdag                                  | Torsdag                                                | Fredag                                   | Lørdag                                                     |
| Russkaja Saor Patrol Vogelfrey Santiano | Santiano Saor Patrol Vogelfrey Panteón Rococó Torfrock | Saor Patrol Vogelfrey Eisenherz Russkaja | Santiano Ingrimm Vogelfrey Russkaja Diablo Swing Orchestra |

### 2013
Wacken Open Air 2013 blev afholdt fra torsdag d.1. august til lørdag d.3. august.
| Double Main Stage | | |
| Torsdag | Fredag | Lørdag |
| Skyline Annihilator Thunder Deep Purple Rammstein                                                                       | Neaera Tristania Gojira Powerwolf Ihsahn Pretty Maids Agnostic Front Sabaton Motörhead† Doro ASP Grave Digger | Callejon Fear Factory Die Apokalyptischen Reiter Lamb of God Anthrax Danzig Trivium Alice Cooper Nightwish‡ Lingua Mortis Orchestra & Rage Subway tilSally |
| † - Settet blev fortkortet, som følge af forsnageren Lemmy Kilmisters sygdom. ‡ - Set blev udgivet Showtime, Storytime. | | |

| Party Stage                                                     |                                                          |
| Fredag                                                          | Lørdag                                                   |
| Russkaja Eisbrecher Ugly Kid Joe Soilwork Corvus Corax Amorphis | Alestorm Sonata Arctica DevilDriver Candlemass Meshuggah |

| Bullhead City Circus | | | |
| Onsdag | Torsdag | Fredag | Lørdag |
| Harpyie Victims of Madness Spring and Autumn Chronosphere J.T. Ripper SIC An Apple a Day Infanteria Nine Treasures BackJumper Overoth Asthma Vengha Rotten State Crimson Shadows Ophidian I Kill Wi. Hate Midnight Scream Count tilSix Trallery Devoid Utopium GOD: The Barbarian Horde Karma Zero Mambo Kurt | Russkaja La Chudra Behold the Grave Rotten Souls Gnida Mysterious Priestess Industrial City Cancelled Eskimo Callboy 9mm Haggard Soulless Alpha Tiger Die Kassierer Ragnarok Dezperadoz | Benighted Eat the Gun Stahlmann Nachtblut Naglfar Dr. Living Dead! Kamikaze Kings Black Messiah Mustasch Heaven's Basement Legion of the Damned Whitechapel Leprous Anvil Uli Jon Roth Bullet | Hate Squad Chrome Molly Run Liberty Run Null DB Spitfire Dew-Scented Secret Sphere Serum 114 Rebattered Emergency Gate Fozzy Dunderbeist Kärbholz Kryptos Hardcore Superstar Suidakra |

| Wackinger Stage                                                     |                                                   |                                                                                     |                                                                                      |
| Onsdag                                                              | Torsdag                                           | Fredag                                                                              | Lørdag                                                                               |
| Impius Mundi Pampatut Coppelius Fejd Feuerschwanz Russkaja Santiano | Pampatut Feuerschwanz Rabenschrey Versengold Faun | Harpyie Impius Mundi Mr. Hurley & Die Pulveraffen Pampatut Ignis Fatuu Feuerschwanz | Harpyie Pampatut Mr. Hurley & Die Pulveraffen Impius Mundi Feuerschwanz Finsterforst |

### 2014
Wacken Open Air 2014 blev afholdt fra torsdag d.31. juli til lørdag d. 2. august. 

De bekræftede bands Dea. Angel og Iced Earth aflyste deres shows Wacken Open Air.
| Double Main Stage                                           | | |
| Torsdag                                                     | Fredag | Lørdag |
| Skyline Bülent Ceylan Hammerfall Steel Panther Saxon Accept | Chthonic (band) Skid Row Endstille Five Finger Dea. Punch Bring Me the Horizon Heaven Shall Burn Children of Bodom Apocalyptica & Orchestra Motörhead Slayer King Diamond W.A.S.P. | Arch Enemy Sodom Behemoth Devin Townsend Project Emperor Amon Amarth Megadeth Avantasia Kreator Schandmaul |

| Party Stage |                                                                  |
| Fredag | Lørdag                                                           |
| Russkaja Knorkator Hellyeah Santiano Carcass Saltatio Mortis                                                                     | Prong August Burns Red Hatebreed JBO Van Canto & Special Guests† |
| † - Performance included following Special Guests: Tarja Turunen, Victor Smolski, Chris Boltendahl, Andre Matos and Jörg Michael |                                                                  |

### 2015
Wacken Open Air 2015 blev afholdt fra torsdag d.30 juli til lørdag d.1. august.
| Double Main Stage                                                                                | | |
| Torsdag                                                                                          | Fredag | Lørdag |
| Skyline U.D.O. wi. Bundeswehr Musikkorps In Extremo Rob Zombie Savatage Trans-Siberian Orchestra | Epica Ensiferum Sepultura Kvelertak At The Gates Queensrÿche Opeth Dream Theater Black Label Society In Flames Running Wild The BossHoss | Khold Powerwolf Amorphis Danko Jones Rock meets Classic Bloodbath Sabaton Judas Priest Cradle of Filth Subway tilSally |

| Party Stage                                                      |                                                       |
| Fredag                                                           | Lørdag                                                |
| Angra Falconer Stratovarius Annihilator Oomph! Within Temptation | Kataklysm Skindred Biohazard Cannibal Corpse Santiano |

| Bullhead City Circus | | | |
| Onsdag | Torsdag | Fredag | Lørdag |
| Sycorax Scratch the Floor Legacy ID Nik Kai feat. Mikkey Dee - Motörhead Label Launch Nuclear Chaos Blaakyum The Loudest Silence Summoned Tide Vesperia Itcom Renaissense Vesperia Deadiron John Diva Grailknights Mambo Kurt New Model Army Uli Jon Roth Europe | Ethereal Sin Silius Impureza Savage Machine Dark Fusion For I Am King Don Gatto Shiraz Lane Dream Spirit Dash the Effort Troldskugge Walkways Libertad O Muerte Stortregn Deathless Legacy Metaprism Arana Noctiferia Dark Tranquillity Combichrist The Quireboys The Answer Mantar Architects of Chaoz | Zodiac Ancient Bards The Quireboys Crossplane The Poodles Truckfighters Stoneman Kaerbholz Anaal Nathrakh Thyrfing Dea. Angel Armored Saint Samael Nuclear Assault Ill Niño My Dying Bride Burgerkill | Victims of Madness Breakdown of Sanity The Black Spiders Avatar Godsized Kommando Beyond The Black Walking Dead On Broadway Crytopsy No Words (Nik Kai) Morgoth Exumer Suicide Silence Obituary Blood Red Throne Shining Waltari |

| Wackinger Stage | | |                                                                                           |
| Onsdag | Torsdag | Fredag | Lørdag                                                                                    |
| Vroudenspil Comes Vagantes Mr. Hurley und die Pulveraffen Ye Banished Privateers Pampatut The Gentle Storm Knasterbart Feuerschwanz | Pampatut Knasterbart Ye Banished Privateers Mr. Hurley und die Pulveraffen Feuerschwanz Baltic Sea Child Tears For Beers Eric Fish & Friends | Vroudenspil Comes Vagantes Knasterbart Pampatut Ye Banished Privateers Mr. Hurley und die Pulveraffen Harpyie Cultus Ferox | Cultus Ferox Impius Mundi Pampataut Skiltron Harpyie Vroudenspil Celtica Lord of the Lost |

Wacken 2016 blev afholdt fra torsdag d. 4. august - Lørdag 6. august
Øvrige bands der optrådte:
Iron Maiden, Blind Guardian, Ministry, Steel Panther, Eluveitie, DragonForce, Callejon, Axel Rudi Pell, Legion of the Damned, Orden Ogan, Orphaned Land, Borknagar, Eskimo Callboy, Henry Rollins (spoken word), Therion, Unisonic, Kylesa og Pyogenesis.

### 2016
Wacken 2016 blev afholdt torsdag den 4. august til lørdag den 6. august.
| Double Main Stage                                                                                         | | |
| Torsdag                                                                                                   | Fredag | Lørdag |
| Skyline Saxon Foreigner Whitesnake Iron Maiden Born to Lose, Lived to Win - A Farewell to Lemmy Kilmister | Pyogenesis The Haunted Legion of the Damned Loudness Entombed A.D Axel Rudi Pell Eluveitie Bullet for My Valentine Tarja Blind Guardian Ministry Testament | DragonForce Symphony X Borknagar Metal Church Therion Steel Panther Triptykon Twisted Sister Arch Enemy Dio Disciples (optræden med Dio hologram) |

| Party Stage                                                                    |                                                          |
| Fredag                                                                         | Lørdag                                                   |
| Orden Ogan Beyond the Black Equilibrium Torfrock Kai Hansen & Friends Unisonic | Eskimo Callboy DevilDriver Callejon Clutch Parkway Drive |

Der var en hyldest til Lemmy Kilmister fra Motörhead, som døde den 28. december 2015. Den blev filmet af den fransk-tyske tv-station Arte og udgivet som en 24 minutters videodokumentar med titlenBorn to Lose, Lived to Win – A Farewell to Lemmy Kilmister. De tidligere medlemmer af bandet Dio, der havde turneret siden 2011 som Dio Disciples efter deres forsanger Dios død, optrådte for første gang med et hologram af ham.
I alt optrådte 158 bands på otte scener inklusive Blue Öyster Cult.

### 2017
Wacken 2017 blev afholdt fra torsdag den 3. august til søndag den 5. august.
Bands der optrådte
Aborted, Accept & Orchestra, Aeverium, Ahab, Alice Cooper, The Amity Affliction, Amon Amarth, Annihilator, Apocalyptica, Architects, ASP, Asrock, Asyllex, Aura Noir, Avantasia, Bai Bang, Batushka, Beyond the Black, Blaas of Glory, Die Blechblos’n, The Boomtown Rats, British Lion, Brujeria, Candlemass, Charlie Harper, Clawfinger, Corvus Corax, Crowbar, Cypecore, Dawn of Disease, The Dillinger Escape Plan, Dog Eat Dog, The Dolmen, Domination, Emil Bulls, Emperor, Ereb Altor, Europe, Evil Scarecrow, Fates Warning, Fit for an Autopsy, Flotsam and Jetsam, Fuchsteufelswild, Ganaim, Grand Magus, Grave Digger, Hämatom, Harpyie, Heaven Shall Burn, Heimatærde, Heldmaschine, Hell-O-Matic, High Fighter, The Hirsch Effekt, Imperium Dekadenz, Insomnium, J.B.O., Jet Jaguar, Johnny Deathshadow, Kadavar, Kaiser Franz Josef, Kärbholz, Katatonia, Kissin’ Dynamite, Kreator, The Kroach, Kryptos, Lacuna Coil, Lords of Black, Mambo Kurt, Marilyn Manson, Max & Igor Cavalera return to Roots, Mayhem, Megadeth, Megalodon, Memoriam, Mr. Irish Bastard, Napalm Death, Nile, Null Positiv, nulldB, Omnium Gatherum, Orange Goblin, The O’Reillys and the Paddyhats, Pampatut, Paradise Lost, Phil Rind (Sacred Reich) - Spoken Word, Possessed, Powerwolf, Primal Fear, Prong, Psychotic Waltz, Rage, Rampart, Henry Rollins, Ross the Boss, Russkaja, Sacred Reich, Saltatio Mortis, Sanctuary, Saor Patrol, Serenity, Shawn James & The Shapeshifters, Skálmöld, Skorbut, Skull Fist, Skyline, Snoozebutton, Soilwork, Sonata Arctica, Soulless Faith, Stahlmann, Status Quo, Steak Number Eight, Stinger, Sub Dub Micromachine, Subway to Sally, Taina, Tankard, Tears for Beers, Tengger Cavalry, Thundermother, Trivium, Turbobier, Turbonegro, TuXedoo, T. V. Smith, Twilight Force, Ugly Kid Joe, UK Subs, Uli Jon Roth, Une Misere, Verge of Umbra, Versengold, Victims of Madness, Volbeat, Vorbid, Wacken Firefighters, Waldkauz, Warpath, Warrant, Whiskey Dick, The Wild Lies, WirrWahr, Witchery, Wolfbrigade, Wolfchant, Wolfheart

### 2018
Wacken 2018 blev afholdt fra torsdag den 2. august til søndag den 4. august.
De første bands der blev annonceret var:
2Cellos, Acoustic Steel, Act of Defiance, Aephanemer, Alestorm, Alfahanne, Alien Weaponry, Amaranthe, Amorphis, An Theos, Arch Enemy, Arkona, asrock, Asylum, Atomic Rocket Seeder, Attic, Awake Again, AWS, Backyard Babies, Bannkreis, Behemoth, Behind Bars, Belphegor, Betontod, Blaas of Glory, Black Inhale, Die Blechblos’n, Blessed Hellride, Bloodsucking Zombies, Blues Pills, Bömbers, Bonfire, Budderside, Cannibal Corpse, Canterra, Cemican, Centuries of Decay, Children of Bodom, Chuan-Tzu, Chugger, Clawfinger, Clowns, Converge, Cordura, Da Rocka & da Waitler, Dalriada, Danzig, Dark Tranquillity, D'Artagnan, Das Pack, Der Wahnsinn, Deserted Fear, Destruction, Dezperadoz, Diablo Blvd, Die Apokalyptischen Reiter, Die from Sorrow, Dimmu Borgir, Dirkschneider, Dirt-A-Gogo, Dokken, Dool, Doro, Down for Life, Dust Bolt, Dying Fetus, End All, Ensiferum, Enslaved, Epica, Erik Cohen, Eskimo Callboy, Eufobia, Every Dog Has Its Day, Evil Invaders, Exit Eden, Extrabreit, Feuerschwanz, Firewind, Fischer-Z, Fish, Fozzy, Fro-Tee Slips, Gaahls Wyrd, Ganaim, Ghost, Godless, Gojira, Gruesome, Haggefugg, Hate Squad, Hatebreed, Heathen Apostles, Heidevolk, Heilung, Helloween, Hellzapoppin, Helmet (band), Herrschaft, Ignis Fatuu, In Extremo, In Flames, Ingrimm, Ivan Ivanovich & The Kreml Krauts, Jack Broadbent, Jasad, Jesper Binzer, John Diva and the Rockets of Love, Judas Priest, Karaoke Till Death, Kellermensch, Knorkator, Korpiklaani, Leaves' Eyes, Lee Aaron, Long Distance Calling, Lotrify, Lovebites, Madball, Malicious Culebra, Mambo Kurt, Manntra, Mantar, Markus Krebs, Metusa, Monstagon, Motanka, Mr. Big, Nazareth, Nemoreus, Night Demon, Nightwish, Nocturnal Rites, Ondt Blod, Onkel Tom, Oomph!, Otto und die Friesenjungs, Pampatut, Persefone, Phenomy, Phrentix, Pikes Edge, Plainride, Pyrus, Red Hot Chilli Pipers, Rezet, Riot V, Rogers, Rose Bogey’s, Running Wild, Salamanda, Samael, Sarke, Schandmaul, Schidl ‘n’ Schedl, Sepultura, Shiran, Skiltron, Skindred, Skyline, Soen, Sólstafir, Spoil Engine, Steel Night, Steel Panther, Stiff Little Fingers, Tarchon Fist, The Bloodstrings, The Charm the Fury, The Flying Scarecrow, The Fright, The Privateer, The Waltons, Thundermother, Todesking, Toxic Holocaust, Traitor, Tremonti, Trollfest, Unzucht, Vallenfyre, Victims of Madness, Vince Neil, Visions of Atlantis, Vogelfrey, Voices of Ruin, W.A.R., Wacken Firefighters, Walking Dead on Broadway, Watain, Wintersun, WirrWahr, Wirtz, Witch Taint, Xenoblight, Zeal & Ardor.

### 2019
Wacken 2019 blev afholdt torsdag den 1. august til lørdag den 3. august.
Bands deer er blevet annonceret:
1000 Löwen unter Feinden, Aborym, Acranius, Acres, Airbourne, Alabama Black Snakes, All Hail the Yeti, Angelus Apatrida, Anthrax, Asrock, Avatar, Axxis, Baby Face Nelson, Bai Bang, Battle Beast, Beyond the Black, Black Stone Cherry, Bleed from Within, Bloodywood, Body Count feat. Ice-T, Brass Against, Brenner, Bullet for My Valentine, Burning Witches, Cancer, Cesair, Christopher Bowes and His Plate of Beans, Coppelius, Cradle of Filth, Crazy Lixx, Crematory, Crisix, Critical Mess, Crobot, D-A-D, Damnation Defaced, Dampfmaschine, Dark Funeral, Deathstars, Deine Cousine, Delain, Demons & Wizards, Der Fluch des Drachen, Diamond Head, Diary of Dreams, Die from Sorrow, Die Happy, Die Kassierer, Dirty Shirt, Doch Chkae, Downfall of Gaia, Dream Spirit, Drunken Swallows, Duivelspack, Eclipse, Eisbrecher, Eluveitie, Emil Bulls, Equilibrium, Evergrey (aflyst med kort varsel), Extrabreit, Fairytale, Fiddler’s Green, Fight the Fight, For I Am King, Frog Leap, Beschissene 6, Gaita Mayan, Gama Bomb, Gernotshagen, Girlschool, Gloryful, Gloryhammer, Grave, Hämatom, Hamferð, Hammerfall, Harpyie, Hellhammer fremført af Tom Warriors Triumph of Death, Helsott, Jared James Nichols, Jinjer, Joachim Witt, Velvet Viper, Kaizaa, Karaoke Till Death, Kärbholz, Krokus, Kvelertak, Lagerstein, Legion of the Damned, Life of Agony, Lucifer Star Machine, Manticora, Meshuggah, Michale Graves, Molllust, Mono Inc., Monstagon, Mr. Hurley & Die Pulveraffen, Myrath, Nachtblut, Nailed to Obscurity, Naked Six, Nashville Pussy, Nasty (aflyst med kort varsel), Necrophobic, Night in Gales, Nordjevel, Of Mice & Men, Operus, Opeth, Paddy and the Rats, Parkway Drive, Powerwolf, Primordial, Prong, Prophets of Rage, Queensrÿche, Rage & Lingua Mortis Orchestra, Ragnaröek, Reckless Love, Reliquiae, Rose Tattoo, Sabaton, Santiano, Saor, Savage Messiah, Saxon, Septicflesh, Sibiir, Sikth, Skáld, Skew Siskin, Skyclad, Skyline, SKYND, Slave to Sirens, Slayer, SOiL, Soul Demise, Stoneman, Subway to Sally, Suidakra, Tanzwut, TesseracT, The Adicts, The BossHoss, The Crown, The Damned, The Lazys, The Linewalkers, The Moon & The Nightspirit, The New Roses, The Night Flight Orchestra, The O’Reillys and the Paddyhats, The Offering, The Quireboys, The Rumjacks, The Sinderellas, The Sisters of Mercy, Sweet, The Vintage Caravan, The Wild!, Thy Art Is Murder, Torment, Tribulation (aflyst med kort varsel), tuXedoo, UFO, Uli Jon Roth, Unleashed, Uriah Heep, Vallley of Chrome, Vampire, Venom Inc., Versengold, Victims of Madness, Violons Barbares, Vltimas, Vogelfrey, Warkings, Wiegedood, Windhand, Within Temptation, Zuriaake.

## Livealbums
En række bands og kunstnere har optaget og udgivet deres optræden på Wacken Open Air og udgivet dem som musik- eller videoalbums:
- Hypocrisy – Hypocrisy Destroys Wacken, 1999
- Rose Tattoo – 25 to Live, 2000
- Tygers of Pan Tang – Live at Wacken, 2001
- Grave Digger – Tunes of Wacken – Live, 2002
- Twisted Sister – Live at Wacken: The Reunion, 2005
- Bloodbath – The Wacken Carnage, 2005
- Scorpions – Live at Wacken Open Air 2006
- Emperor – Live at Wacken Open Air 2006
- Dimmu Borgir – The Invaluable Darkness, 2007
- Rage – Live in Wacken 2007 (bonus DVD for the album Carved in Stone), 2008
- Mambo Kurt – The Orgel Has Landed: Live at Wacken, 2008
- Lacuna Coil - Visual Karma (Body, Mind and Soul), 2008
- Avantasia – The Flying Opera, 2008
- Die Apokalyptischen Reiter – Tobsucht (Reitermania over Wacken & Party.San), 2008
- Atheist – Unquestionable Presence: Live at Wacken, 2009
- Heaven & Hell: Neon Nights: 30 Years of Heaven & Hell (CD & DVD format), 2009
- Exodus – Shovel Headed Tour Machine – Live at Wacken, 2010
- Grave Digger – The Clans Are Still Marching, 2010
- Immortal – The Seventh Date of Blashyrkh, 2010
- Rage – Live in Wacken 2009 (bonus DVD for the album Strings to a Web), 2010
- At the Gates – Purgatory Unleashed – Live at Wacken, 2010
- Running Wild – The Final Jolly Roger
- Motörhead – The Wörld Is Ours – Vol. 2: Anyplace Crazy as Anywhere Else, 2011
- Saxon – Heavy Metal Thunder – Live – Eagles Over Wacken, 2012
- Sacred Reich – Live At Wacken Open Air, 2012
- Degradead – Live at Wacken And Beyond, 2012
- Megaherz – Götterdämmerung: Live At Wacken 2012, 2012
- Gorgoroth – Live at Wacken 2008, 2012
- God Seed – Live at Wacken, 2012
- Atrocity – Die Gottlosen Jahre – Live In Wacken, 2012
- Ministry – Enjoy The Quiet: Live at Wacken 2012, 2013
- Airbourne – Live at Wacken 2011, 2013
- Nightwish – Showtime, Storytime, 2013
- Alice Cooper – Raise The Dead : Live From Wacken, 2014
- Circle II Circle – Live at Wacken (Official Bootleg), 2014
- Deep Purple – From the Setting Sun … In Wacken (recorded in 2013), 2015
- Sabaton – Heroes On Tour, 2015
- Europe – War Of Kings Special Edition, DVD/BluRay 2 Live at Wacken, 2015
- Danko Jones – Live at Wacken (recorded in 2015), 2016
- Judas Priest – Battle Cry, 2016
- Unisonic – Live in Wacken, 2017
- Hansen & Friends – Thank You Wacken live, 2017
- Arch Enemy – As The Stages Burn! (recorded in 2016), 2017
- Status Quo – Down Down & Dirty at Wacken (recorded in 2017), 2018
- Accept – Symphonic Terror - Live at Wacken 2017, 2018
- Epica – Live in Wacken, 2018
- Parkway Drive – Viva The Underdogs, 2020
- Sabaton – 20th Anniversary Show (recorded in 2019), 2021
- Dream Theater - Lost Not Forgotten Archives: Live at Wacken (2015) (recorded in 2015), 2022
- Visions of Atlantis - Pirates over Wacken (record in 2022), 2023